# Kuancheng (Chengde)
Kuancheng (en chino, 宽城; pinyin, Kuānchéng) es un condado autónomo bajo la administración directa de la ciudad-prefectura de Chengde. Se ubica en la provincia de Hebei, este de la República Popular China. Su área es de 1935 km² y su población total para 2010 superó los 250 mil habitantes. 

## Administración
El condado autónomo de Kuancheng se divide en 18 pueblos que se administran en 110 poblados y 8 villas.

## Toponimia
El topónimo Kuancheng significa 'ciudad Kuan', lleva el nombre del río Kuan (宽河), hoy río Puhe (瀑河). Debe su nombre porque "la estación Kuanhe fue construida en la dinastía Yuan y la ciudad Kuanhe (宽河城) fue construida en la dinastía Ming". Luego se eliminó el sinograma He (河 río).
Como las otras regiones autónomas, se caracteriza por estar asociada a un grupo étnico minoritario, en este caso, los manchú. La región recibió la condición de "autónomo" cuando se estableció el Condado autónomo manchú de Kuancheng en 1989 .